# 建國里 (臺北市)
25°02′17″N 121°30′43″E / 25.038°N 121.512°E
建國里為台灣台北市中正區轄下之一里，位於台北市市中心之中山南路、愛國西路，凱達格蘭大道一帶，面積約0.5086平方公里。該里最大特色是包含中華民國總統府在內的許多重要政府機構。而就歷史上，建國里所涵蓋面積，約包含清治時期台北城面積的三分之一，也包括日治時期統治中心的文武町，書院町與乃木町。在轄區戶數人口方面，建國里今共779戶，6鄰，1820人左右，是中正區人口最少的里。

## 清治初期
常駐人口始終不多的建國里是相當古老的社區，據台灣清治時期文獻記載，相傳該里與週遭範圍最早為平埔族之凱達格蘭族里朗社或圭武卒社獵場和祭祀祖先的公廨。17世紀－18世紀，因康熙大地震、艋舺地區（今萬華）分類械鬥波及等因素，凱達格蘭族沿水陸路遷徙至他處或漸次同化。19世紀初中期，此地區變成無人居住的沼澤，屬百餘平方公里大加蚋地區邊陲的不到一平方公里荒地。

## 建城

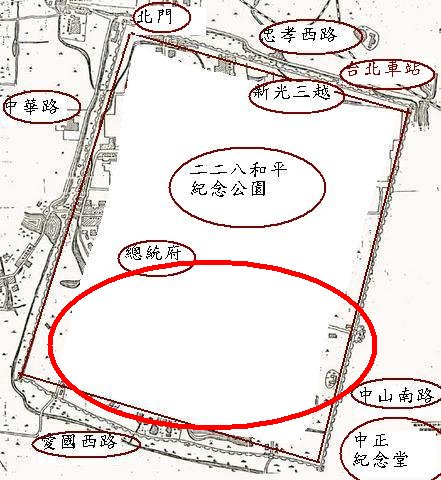
建國里位於台北城內

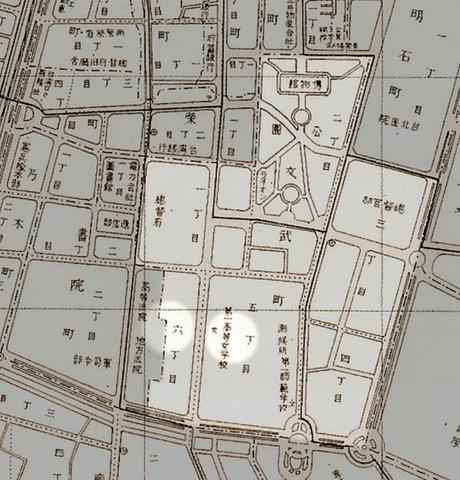
打亮處為日治時期文武町；即今建國里大部份（亮光下方為愛國西路）。許多丁目設置與今鄰配置幾乎相同，而另外圓形光點：右為文廟，左為武廟。

1871年，台灣南部發生日本攻打台灣原住民地區的牡丹社事件，喪失琉球宗主權的清朝，終於體會到日本擴張領土的想法，於是想藉台北升格來防範北台灣的光緒帝，於1875年批准了福建巡撫沈葆楨的「台北擬建一府三縣」奏摺。至此，以此地為中心的台北府城正式興建，並於1884年完成。對照今地圖，建國里西邊的中華路即為舊台北城西牆，建國里南邊的愛國西路則為南牆，而東邊的中山南路即為東牆。其中，台北城的五個門當中：南門、西門、東門、小南門都在今建國里範圍內。
以建國里今0.5平方公里面積來核算，該里佔有了舊台北城（1.4K㎡）的三分之一強，城內舊有的文廟（即孔廟，如右圖綠色標記；今北一女）、武廟（藍，即關帝廟；今司法大廈）、聖王廟、陳家祠廟（即陳德星堂，今總統府）、也都在此範圍。

## 日治與戰後
1895年－1945年之日治時期，建國里大部分所在稱為文武町。其名由來是來自被台灣總督府拆除的文武兩廟。
1900年－1930年，該區展開大規模市區改正，之後並大量建築日籍人士宿舍與政府機構建築。1930年代，多為日籍人士居住的文武町包含了：台灣總督府官署建築，總督官邸，司法大廈，及三線路所在。1945年，台北大空襲，台灣總督府所在的文武町遭到盟軍轟炸，包含總督府在內，建築多所破壞。1945年，進入中華民國統治的此地區仍為行政機關所在，包括由總督府改建的總統府等日治時期建築也漸漸恢復原狀。除了沿用的官署、官舍名稱全數改名後，文武町多數道路名稱也改為政治意味濃厚的介壽路、愛國西路、中華路、重慶南路等街道名。鄰里名則依循文武町舊名稱改為文武里。1954年，該地區再分為文武里與建國里兩里，後者則包含總統府在內多數機構，名稱由來為「反共建國」宣示。1981年，文武里則予以取消，正式併入建國里。1990年代末期，建國里轄區介壽路改名為凱達格蘭大道，並將黎明里與龍華里的兩里部分地區再併入此鄰里。

## 現況
里長民選，為台北市數百個里之一的建國里，今大略位置約於台北中正區北邊，約是中山南路、衡陽路、重慶南路、凱達格蘭大道、愛國西路所涵蓋範圍。（建國里地圖 （页面存档备份，存于））另外，建國里與萬華區以中華路相鄰，也是中正區西邊交界的鄰里之一。而轄區方面，面積0.5065平方公里，人口約1600人，戶數僅六百戶的建國里涵蓋了總統府、外交部、中央氣象局、司法院、中華民國最高法院、國家圖書館、國軍英雄館、軍史館、國軍文藝中心、東吳大學城區部、臺北市立大學博愛校區、北一女、台北市憲兵隊、臺灣銀行、遠東百貨、東門、南門、小南門等中華民國政府機構與許多古蹟，也是博愛特區中的最主要管轄區域。雖然設籍人口不多，但是因為該地區為中華民國政府中樞所在，建國里實際活動人口遠超過戶籍人口。事實上，戶籍置於該地居民也多為設籍於此的新舊官眷舍住民。其中，門牌號碼為重慶南路1段122號的總統府屬於建國里第四鄰。

### 政治傾向
建國里由於多為國民黨或中華民國早期官眷所居，里民政治較為偏藍。以2004年總統選舉而言，69.23%支持連宋，30.77%支持陳呂。

## 教育

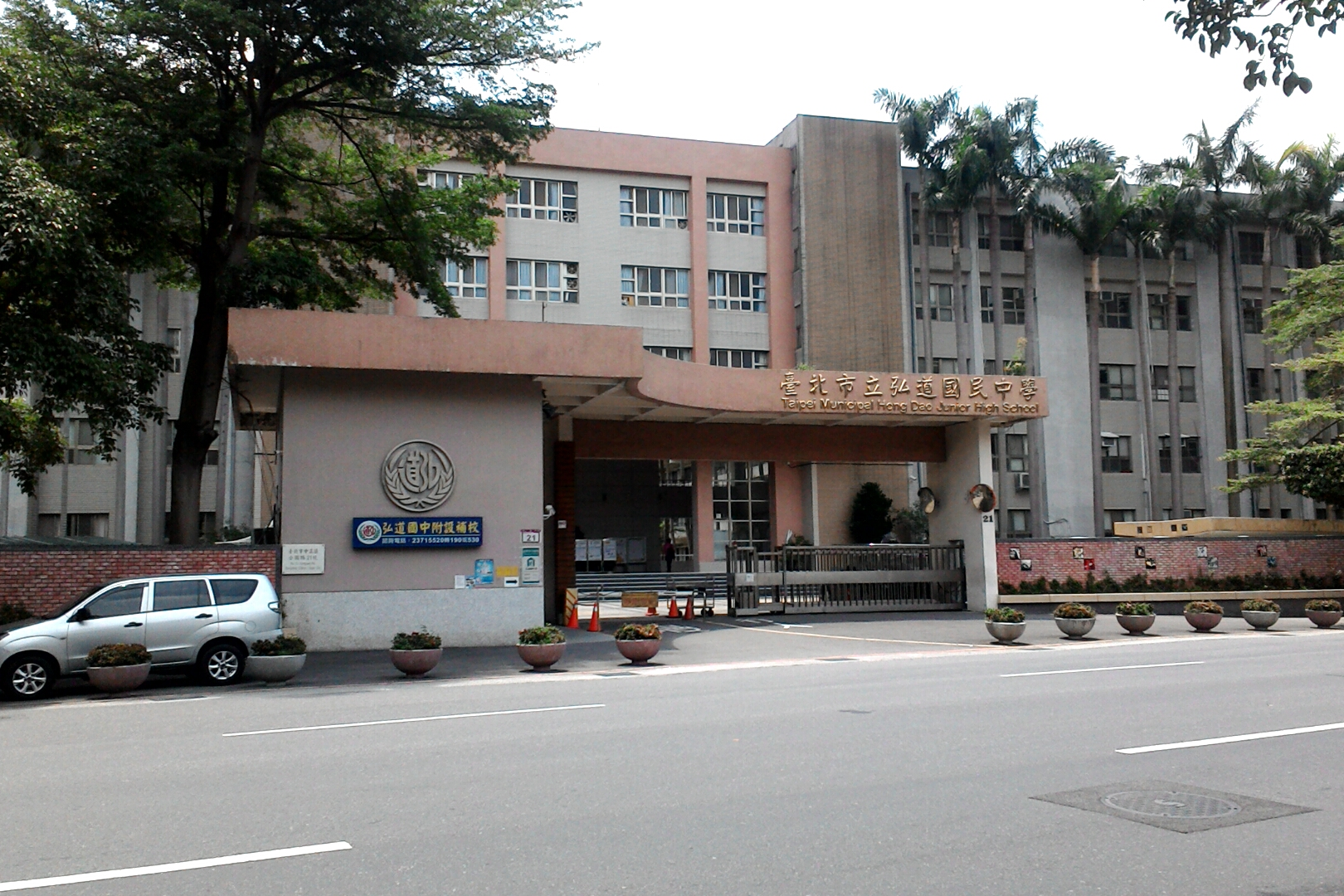
弘道國中。

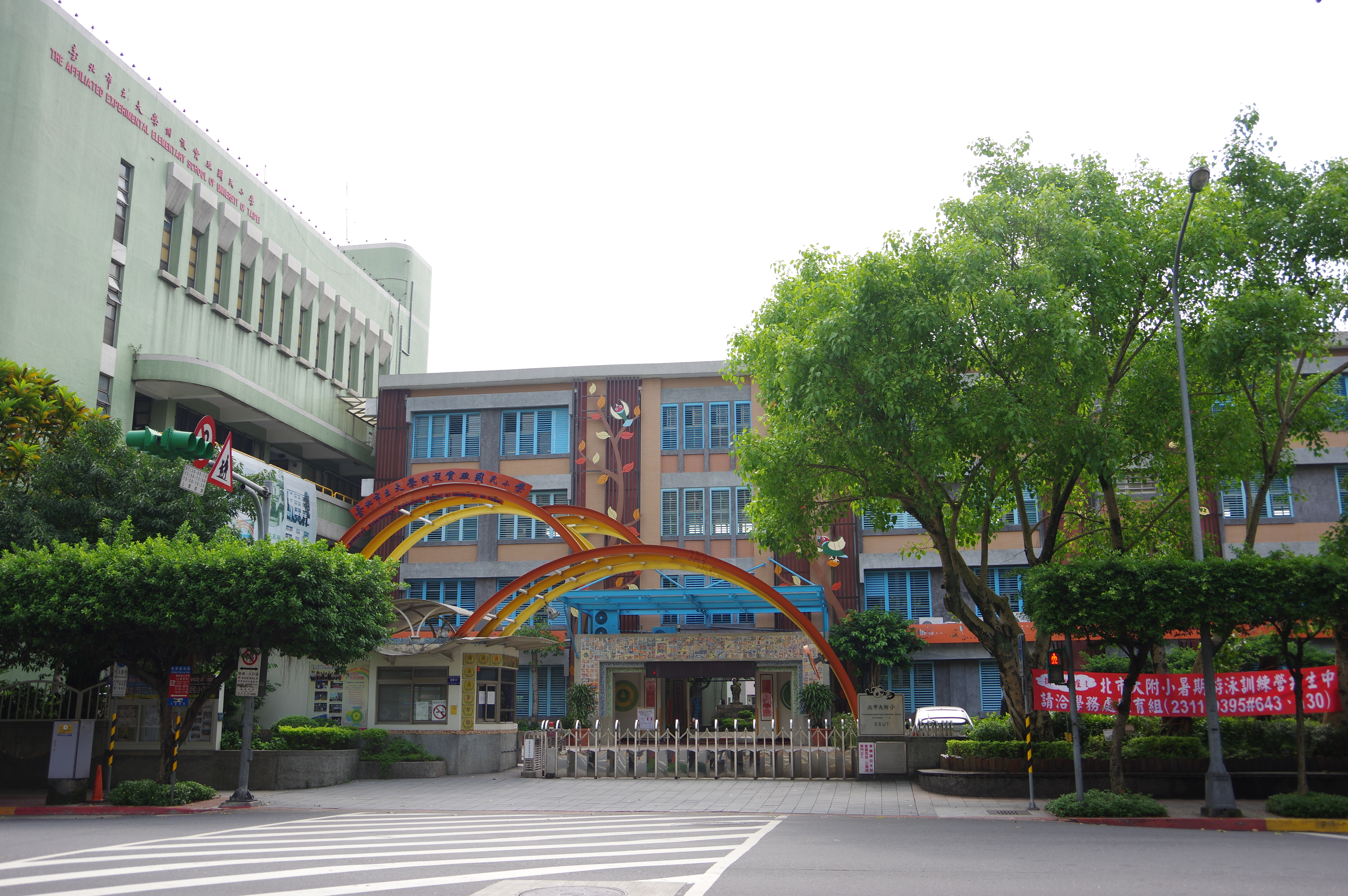
北市大附小。

### 大專院校
- 臺北市立大學博愛校區
- 東吳大學城中校區
- 中國文化大學博愛校區大新館

### 高級中學
- 臺北市立第一女子高級中學

### 國民中學
- 臺北市立弘道國民中學

### 小學
- 臺北市立大學附設實驗國民小學

## 外部連結
- 建國里地圖 （页面存档备份，存于）
- 建國里介紹
- 建國里網站